# Franz Slanina
Franz Slanina (1897, Straß in Steiermark, okres Leibnitz  – 11. května 1918) byl pilot rakousko-uherských Luftfahrtruppen, který se zúčastnil první světové války. Podle pozdějších historických výzkumů dosáhl za války celkem pěti potvrzených sestřelů, čímž se stal leteckým esem.

## Život

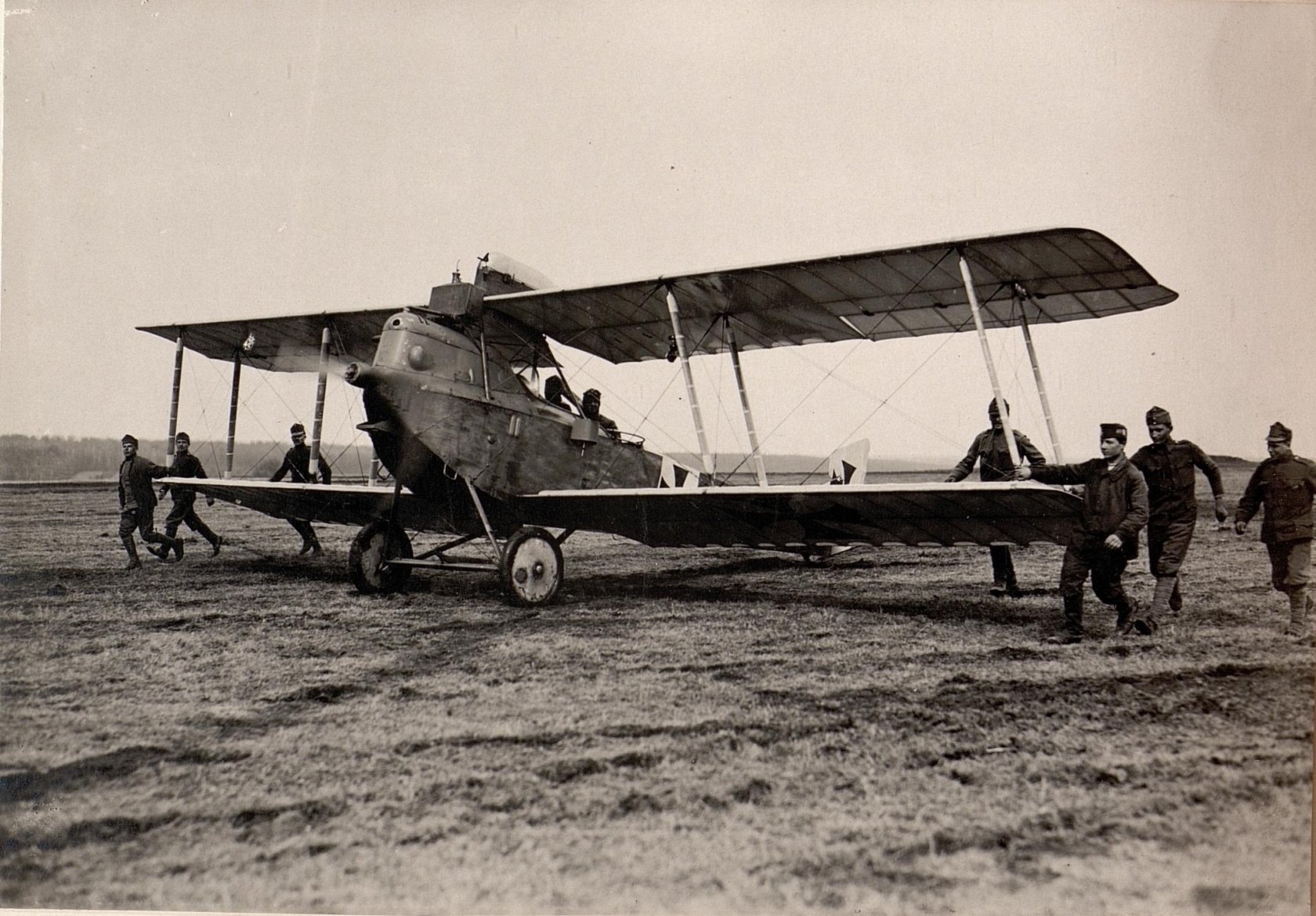
Hansa-Brandenburg C.I, na kterém Slanina dosáhl všech pěti sestřelů.

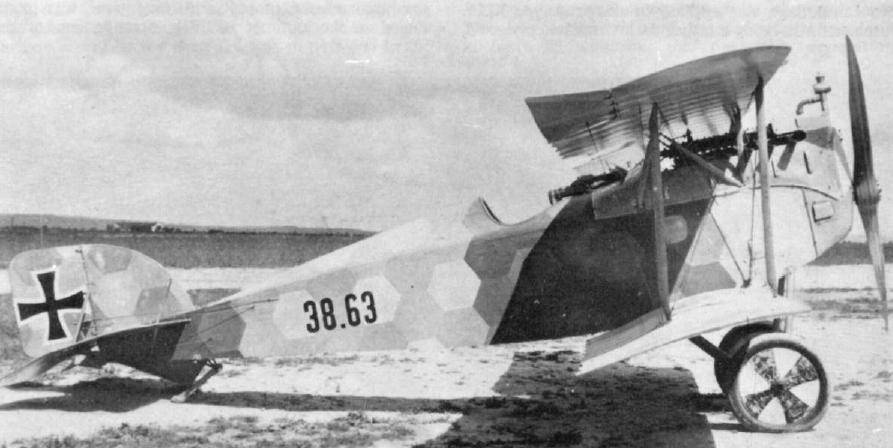
Slanina později létal i na Aviatiku C.I (Berg)

Narodil se ve štýrské vesnici Straß in Steiermark v roce 1897. V roce 1916 absolvoval letecký výcvik a na začátku roku 1917 nastoupil u letky Flik 23 na italské frontě. Létal jako pilot v dvoumístném letounu Hansa-Brandenburg C.I, ve kterém 12. května 1917 se svým pozorovatelem Leopoldem Weichesmillerem zvládl svůj první sestřel v souboji se stíhačkou Nieuport. Druhý sestřel následoval proti protivníkovi na stejném letounu 18. května. Dne 21. května svedl Slanina společně s nadporučíkem Bélou Macourkem úspěšný souboj nad nepřátelským územím se stíhačkou SPAD S.VII. Oba tyto sestřely se udály během 10. bitvy na Soči. Následně byl povýšen na četaře. Další sestřel si připsal společně s nadporučíkem Emilem Hacken-schmidt von Ogulinem 5. července poblíž Devetaki opět proti SPADu. Při ofenzivě 16. července poblíž Jamiana pronásledoval a následně sestřelil italský průzkumný letoun Farman, čímž dosáhl pátého vítězství. Během italské ofenzivy při jedenácté bitvě na Soči obdržel Stříbrnou medaili za statečnost II. třídy. Dne 22. března 1918 při svém 94. bojovém letu pilotoval Aviatik D.I, se kterým doprovázel průzkumný letoun. Ve výšce kolem čtyř kilometrů se dostal do palby protiletadlového dělostřelectva, která ho zasáhla. Slanina se zřítil do vinice severně od Rovereta, pád přežil bez větších zranění. Koncem března byl převelen ke školní letce dělostřeleckých návodčích. Následně byl povýšen na šikovatele (Feldwebel) a obdržel Velkou zlatou medaili za statečnost, později ještě Stříbrnou medaili za statečnost I. třídy. Začátkem května byl převelen k průzkumnému Fliku 73D, kde působil jako instruktor létání na stíhačkách Aviatik D.I. Dne 11 května během cvičného letu z neznámých příčin havaroval a zemřel. Posmrtně pak obdržel druhou Velkou zlatou medaili za statečnost.

## Vyznamenání
- Velká zlatá medaile za statečnost (28. března 1918, 22. března 1919 posmrtně) udělena 2x[3]
- Velká stříbrná medaile za statečnost I. třídy (1918)[1]
- Stříbrná medaile za statečnost II. třídy (srpen 1917)[1]